# Pi4 Orionis
Pi4 Orionis (π4 Ori / 3 Orionis / HD 30836) es una estrella en la constelación de Orión. Comparte la denominación de Bayer Pi con otras cinco estrellas, siendo entre éstas la segunda más brillante con magnitud aparente +3,67. Al igual que otras muchas estrellas de la constelación —Bellatrix (γ Orionis) o Saiph (κ Orionis) entre ellas— forma parte de la asociación estelar Orión OB1. Se encuentra a unos 1250 años luz de distancia del sistema solar.
Pi4 Orionis es una binaria espectroscópica, es decir, las componentes no se pueden resolver con telescopio. Las dos son estrellas calientes de 21.800 K de temperatura y tipo espectral B2, la primaria clasificada como gigante y la secundaria como subgigante. El período orbital del sistema es de 9,519 días y la luminosidad conjunta del mismo es de 27.000 soles.
Asumiendo que la estrella gigante es 1,5 veces más brillante que su compañera (valores típicos para esta clase de estrellas), las luminosidades respectivas serían 16.200 y 10.800 veces mayores que la solar, con unas masas en torno a 10 masas solares. Con estos parámetros resulta una separación entre las dos estrellas de unas 0,25 UA. Los valores estimados de temperatura y luminosidad sugieren que en realidad ambas pueden ser estrellas de la secuencia principal con una edad de menos de 20 millones de años.